# Crabbea
Crabbea, biljni rod iz porodice primogovki raširen po tropskoj i suptropskoj Africi. Postoji 13 vrsta. Tipična je L. cristata Willd., s Indijskog potkontinenta.

## Etimologija
Rod je dobio po Georgeu Crabbeu (1754. - 1832.), engleskom pjesniku.

## Opis
Višegodišnje zeljasto bilje. Cvjetovi u gustim pazušnim ili završnim glavicama okruženi jajastim bodljikavim braktejama. Čaška ± aktinomorfna, 5-režnjevita. Vjenčić ± aktinomorfan, slabo dvoustan. Prašnika 4, didinamski. Cilindrična kapsula. Sjemenke s higroskopnim dlačicama. 

## Vrste
1. Crabbea acaulis N.E.Br.
2. Crabbea albolutea Thulin
3. Crabbea cirsioides (Nees) Nees; tipična, kao Crabbea hirsuta Harv.
4. Crabbea coerulea Vollesen
5. Crabbea glandulosa Vollesen
6. Crabbea kaessneri S.Moore
7. Crabbea longipes Mildbr.
8. Crabbea migiurtina (Chiov.) Thulin
9. Crabbea nana (Nees) Nees
10. Crabbea pinnatifida Thulin
11. Crabbea thymifolia (Chiov.) Thulin
12. Crabbea velutina S.Moore
13. Crabbea zambiana Vollesen